# Enmanuel Reyes
Enmanuel Reyes Pla (Havana, 14 de dezembro de 1992) é um pugilista espanhol.

## Carreira
Ele ganhou uma medalha de bronze no Campeonato Mundial de Boxe Amador de 2021 e uma medalha de prata no Campeonato Europeu de Boxe Amador de 2022. Nos Jogos Europeus de 2023, em Cracóvia, conquistou a medalha de bronze na categoria até 92 kg.
Nos Jogos Olímpicos de Verão de 2024, em Paris, conquistou a medalha de bronze na disputa de peso pesado (até 92 kg).